# جو آرپایو
جوزف مایکل "جو" آرپایو (‎/ɑːrˈpaɪ.oʊ/‎; متولد ۱۴ ژوئن ۱۹۳۲) مأمور مجری قانون سابق آمریکایی و کلانتر شهرستان مریکوپا، آریزونا از ۱۹۹۳ تا ۲۰۱۶ بود.
آرپایو خود را سرسخت‌ترین کلانتر آمریکا خوانده است. او از سال ۲۰۰۵ موضعی صریح علیه مهاجرت غیرقانونی گرفت.